# Dawciuny (Litwa)
Dawciuny (lit. Daučiūnai) − wieś na Litwie, zamieszkana przez 85 ludzi, w gminie rejonowej Soleczniki, 3 km na południowy zachód od Sałek Wielkich.